# BBC Radio 4
BBC Radio 4 és una cadena de ràdio de la BBC en el Regne Unit, disponible via Internet en el món sencer, que emet una àmplia varietat de programació, íntegrament parlada, a base de notícies, drama, humor, ciència, història i literatura. El 30 de setembre de 1967 va reemplaçar a l'antiga BBC Home Service, la marca sota la qual la BBC emetia la programació domèstica de ràdio des de 1939. Emet en format analògic i digital, a través de satèl·lit, TDT i també a través d'Internet. És l'emissora més cara de la BBC.

## Descripció
Radio 4 és la segona emissora en audiència del Regne Unit (12.5% al juny de 2010) darrere de Ràdio 2, i ha rebut el guardó dels Sony Radio Academy Awards a la Cadena de l'Any el 2003, 2004 i 2008. Amb un pressupost de £71.4 milions (any 2005/06), és l'emissora més cara de la BBC.
La directora ha estat fins fa poc Gwyneth Williams, que va substituir al setembre de 2010 Mark Damazer. El 21 de gener de 2019 Williams va anunciar que deixava el càrrec. Encara no hi ha detalls de quan o qui serà el seu substitut.

## Història
L'emissió predecessora de Radio 4 va ser el BBC Home Service, que retransmetia en ona mitjana i freqüència modulada (des de 1955). El setembre del 1967 la BBC va decidir canviar de nom les seves emissores per a combatre les emissions de ràdio offshore, i així va néixer Radio 4. En 1978 les seves emissions van passar a baixa freqüència passant a la freqüència de 200 kHz anteriorment ocupada per Radio 2, per a posteriorment passar a la freqüència de 198 kHz per a evitar interferències.
Radio 4 és part del sistema de defensa de la Royal Navy. En cas de sospita d'un atac sobre sòl britànic, els submarins han de buscar l'emissió de Radio 4 per a verificar la informació.

## Producció
La majoria dels programes de Ràdio 4 s'emeten en diferit, i només s'emeten en viu cert número, com els programes de notícies Today, The World at One, Six O'Clock News, PM i Midnight News, i els magazins Woman's Hour, Front Row, i You and Yours. L'emissió es condueix des de la BBC Broadcasting House a Portland Place (Londres). Les emissions de notícies van estar localitzades entre 1998 i 2008 al News Centre, al BBC Television Centre a White City (Londres). Els senyals horaris digitals precedeixen els butlletins horaris, excepte a les 6 de la tarda i a mitjanit, quan són canviades per les campanades del Big Ben.

## Programes
Radio 4 és coneguda pels seus programes longeus, alguns dels quals porten en emissió més de 50 anys. Entre els més antics es troben el magazín Woman's Hour, en emissió des de 1946; la radionovel·la The Archers, en emissió des de 1950; els debats Any Questions? i Any Answers?, en emissió des de 1948 i 1955 respectivament; i el magazín matinal de notícies Today, en emissió des de 1957.
| - A Point of View (2007–) - Analysis (1970–) - Any Answers? (1955–) - Any Questions? (1948–) - The Bottom Line (2006–) - Farming Today - In Business (1975–) - Midnight News - PM (1970–) - Six O'Clock News - Today (1957–) - Today in Parliament (1945–) - The Westminster Hour - Woman's Hour (1946–) - The World at One (1965–) - You and Yours (1970–) | Comèdia Concursos Just a Minute (1967–) The News Quiz (1967–) The Personality Test (2006–) The Unbelievable Truth (2006–) Quote... Unquote (1976–) Programes d'esquetxos Little Britain (2001–2002) The Now Show (1998–) Comèdies de situació Absolute Power Clare in the Community Rigor Mortis Yes Minister | - A History of the World in 100 Objects (2010) - File on 4 - The Food Programme - In Our Time (2002–) - The Moral Maze - Thinking Allowed (1998–) |